# 정명훈 (희극인)
정명훈(1979년 9월 25일~ )은 대한민국의 희극인이다. 그는 2001년 KBS 공채 16기 개그맨으로 데뷔했고, 2001년 신인상을 받아 이후 개그콘서트에서 《짠짠극장》, 《웃겨버릴꺼야~》, 《키컸으면》, 《뜬금뉴스》, 《점점 브라더스》, 《타락토비》, 《풀옵션》 등으로 인기를 얻었다.

## 유행어
- 음~ 아쉽다.(선배 선배)
- 왜? 왜? 왜? 사람 많아서 그래? (으)로 할까? 및 할래?(남자가 필요없는 이유)

## 학력
- 인덕대학교 실내건축학과

## 연기 활동

### 방송
- KBS2 《개그콘서트》
  - 〈개그전사 300〉
  - 〈괜찮은 명훈이〉
  - 〈군대 온 걸〉병장 역
  - 〈남자가 필요없는 이유〉늑대같은 보통남자 역
  - 〈내 인생에 내기 걸었네?〉
  - 〈덩크슛〉
  - 〈대행 알바〉알바 대표 역
  - 〈뜬금뉴스〉
  - 〈명훈아 명훈아 명훈아〉
  - 〈미끼〉
  - 〈버전뉴스〉
  - 〈사이보그지만 괜찮아〉
  - 〈상남자들〉
  - 〈생활 교향곡〉
  - 〈선배, 선배!〉선배 역
  - 〈써클스〉
  - 〈알포인트〉의무병 역
  - 〈예술의 전당〉
  - 〈어르신〉동네 바보 역
  - 〈어머니의 이름으로〉정도령 역
  - 〈엑소시스트〉
  - 〈왕해〉사관 역
  - 〈웃겨버릴거야~〉
  - 〈이야기쇼 더드림〉
  - 〈일단뛰어〉엎드리고 있는 학생 역
  - 〈점점 브라더스〉
  - 〈전설의 미남 개그맨 정명훈〉
  - 〈주먹이 운다〉
  - 〈지구를 정복하라〉
  - 〈진상점〉손님 역
  - 〈진지록〉죄인 역
  - 〈짠짠극장〉
  - 〈친절한 아저씨〉
  - 〈키컸으면〉
  - 〈타락토비〉뚜비 역
  - 〈팀명 징크스〉
  - 〈풀옵션〉
  - 〈핵존심〉
  - 〈흑과백〉
- KBS2 《쇼! 행운열차》
  - 〈산모들의 수다〉
  - 〈뻐꾸기노래교실〉
- KBS2 《시사터치 코미디파일》
  - 〈제17대 어전회의〉
- KBS2 《야!(夜) 한밤에》
- KBS2 《코미디쇼 희희낙락》
- SBS 《슈퍼바이킹》
- MBC Game 《하면된다》
- MBC Game 《로꾸거 제작단》
- KBS2 《개그 스타》
- OBS 《코미디 多웃자GO!》
- Comedy TV 《크게 될 스타》
- KBS2 《출발드림팀 시즌 2》
- 네이버TV 《컨테이너》
- 네이버TV 《개체전 시즌 1》
- KBS2 《7인의 미스코리아》
- KBS2 《개승자》

### 드라마
- tvN 《로맨스가 필요해 3》 - 신주연의 과거 세번째 남자친구 역 (특별출연)
- 투니버스 《내일은 실험왕》
- 투니버스 《내일은 실험왕 2》
- JTBC 《내 아이디는 강남미인》

### 영화
- 《바리바리 짱》 (2005년)
- 《용의주도 미스신》 (2007년) - 포장마차 남 역

### 광고
- 2014년 역전! 맞짱 탁구K for kakao

## 경력
- 2008년 3월 2008 서울국제e스포츠페스티벌 홍보대사
- 2014년 7월서울 캐릭터-라이선싱 페어 2014 홍보대사
- 2014년 10월 포천시 홍보대사
- 2015년 6월 플랜코리아 홍보대사

## 수상
- 2001년 KBS 신인개그맨 선발대회 장려상